# Parque natural de la Sierra de la Estrella
El Parque Natural de la Sierra de la Estrella (Parque Natural da Serra da Estrela, en portugués) cubre una parte significativa de esta sierra, que es la más alta en Portugal continental (1993 metros). Con sus 88 850 hectáreas, este parque es la mayor área protegida portuguesa. Está ubicado en el interior central de Portugal, principalmente en el distrito de Guarda (85%) y también en el distrito de Castelo Branco (15%). Marcado por la sólida roca de granito, pizarra y restos de antiguos glaciares, la gran altitud y la ubicación del parque natural lo convierten en uno de los sitios con mayor precipitación de todo el país.
La importancia de este área hace que sea Reserva Biogenética. En 2000, fue designada un área de 88.295 hectáreas como Sitio de Interés biológico y pasó a integrar la Red Natura 2000.

## Ecología

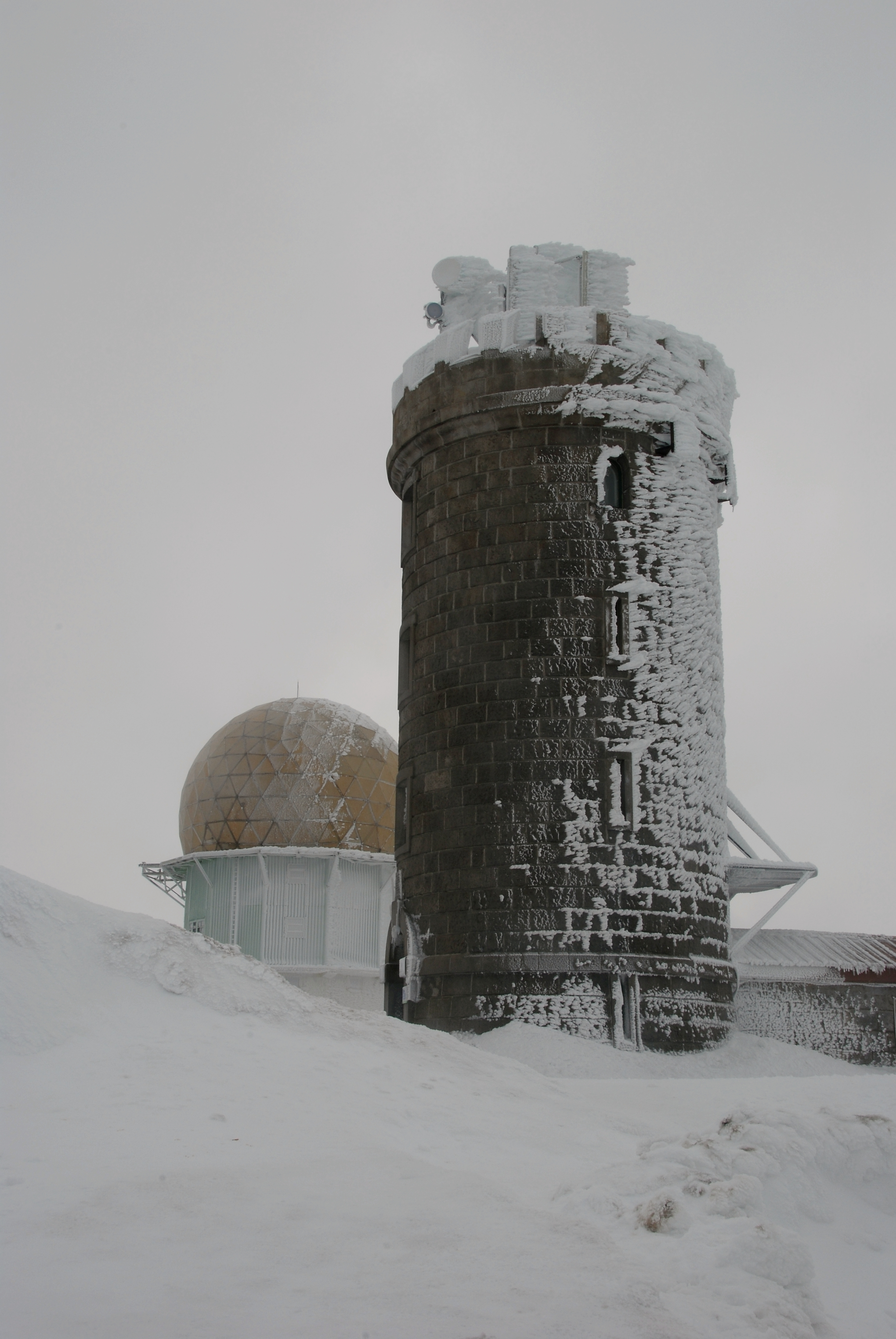
Torre es la máxima altitud del parque y Portugal continental, con casi 2000 metros sobre el nivel del mar.

Con los valores naturales relevantes, incluyendo algunas especies únicas de flora, podemos destacar la retama, el brezo, el roble negro y la sabina. Dentro de la fauna destaca el lobo ibérico (Canis lupus signatus), el jabalí, la nutria, el zorro, el lagarto de montaña (Lacerta monticola monticola), la gineta (Genetta genetta) y el conejo silvestre europeo.
La importancia de esta zona hace que sea Reserva Biogenética. En 2000 fue designado un área de 88.291 hectáreas como Lugar de Interés Comunitario y se convirtió en parte de la red Natura 2000.
Entre las diversas actividades que ofrece, el parque cuenta con senderos para caminar y un porcentaje notable de interpretación.

## Clima
La región cuenta con un clima de montaña templado, con veranos frescos e inviernos muy fríos. El factor de sensación térmica disminuye drásticamente con la aparición de fuertes vientos comunes en esta área. Las nevadas se pueden registrar todo el año menos en verano. Por las lluvias, la región tiene gran diversidad, como el núcleo de la Sierra con las zonas de mayor precipitación en el Portugal continental (2000 m), y en la periferia tiene un régimen de lluvias muy inferiores (> 800 mm).